# 鏡屋女房
『鏡屋女房』（かがみやにょうぼう）は上方落語の演目。原話は、文化年間に出版された笑話本『写本新雑談軽口噺』の一編である「田舎者」。別題は『鏡屋の看板』。
演者として3代目桂米朝がいる。

## あらすじ
とある村の若者連中が、伊勢参りの帰りに大坂見物をしにやってきた。日本橋まで来たところで、通りの向こうに「おんかかみところ」と書いてある大きな看板が目に入った。「おん　かかみところ」（御鏡処＝鏡屋）という意味だが、この若者連中、これを「おんかか　みところ」（御嬶見処）と読んでしまう。覗いてみると、確かに美女が猫を抱いて座っていた。
翌年、噂を聞いた連中が鏡屋にやってくる。しかし鏡屋は引っ越してしまっており、代わりに琴や三味線の手習い所が入っていた。美女の代わりにお婆さんが猫を抱いて座っており、疑問に思った連中が看板を見ると、そこには「ことしやみせん」（琴・三味線）。
「ああ、今年しゃ見せんのじゃ」